# Kamichu!
Kamichu! (яп. かみちゅ! Камитю, «Богиня-школьница») — японский аниме-сериал, созданный под сильным влиянием синтоизма. Повествует о приключениях богини (ками)-подростка Юриэ Хитоцубаси и её друзей. Оригинальное название является сокращением от Камисама дэ Тю:гакусэй (яп. かみさまでちゅうがくせい, букв. «Богиня — ученица средней школы»). Сериал создан Бесаме Мучо (яп. ベサメムーチョ Бэсамэму:тё) — псевдоним, под которым творят Томонори Отиай, Кодзи Масунари и Хидэюки Курата. Сериал транслировался аниме-телесетью Animax на соответствующем канале по всему миру, включая такие страны и регионы, как Япония, восточная Азия, южная Азия, юго-восточная Азия, где был впервые показан на английском языке.
По сериалу была создана манга, издававшаяся в сёнэн-журнале Dengeki Daioh. Манга включала в себя два танкобона.

На японском фестивале СМИ-2005 «Богиня-школьница» завоевала высшую награду за лучшую анимацию.
3 июля 2008 года Geneon Entertainment и Funimation Entertainment заключили соглашение на распространение некоторых сериалов в США, в числе которых была и «Богиня-школьница». За первым сохранялась лицензия, второй брал на себя права их производства, маркетинга, продажи и распространения. Согласно опросу, проведенному в 2007 году Агентством по делам культуры, занимает 23-е место среди лучших аниме всех времен.

## Сюжет
Юриэ — обычная ученица средней школы, невысокого роста, застенчивая и добрая. Однажды она обнаруживает, что прошлой ночью стала ками (так в синтоизме называют богов и духов). Но вот какой богиней она стала и какими силами обладает, девочка не знает. Её подруги дают ей прозвище Камитю — сокращение от ками (бог) и тюгакусэй (ученица средней школы). На своём пути она встречает много божеств и учится вести себя как бог. За время сериала Юриэ вырастает как бог и как личность.
Действие происходит в городе Ономити (префектура Хиросима), на берегах Внутреннего Японского Моря. Многие храмы и особенности местности — это реально существующие места в городе и вокруг него, изображённые очень точно. Время действия — с весны 1983 по весну 1984.

## Персонажи
Юриэ Хитоцубаси (яп. 一橋 ゆりえ Хитоцубаси Юриэ) — главная героиня сериала. В первом эпизоде она рассказывает своей подруге Мицуэ, что прошлой ночью стала ками. Как и при каких обстоятельствах, мы никогда не узнаем. Она по-детски наивна и простодушна, но её помыслы всегда чисты, а движут её самые благие начинания. Она уже давно влюблена в Кэндзи Ниномия и всегда краснеет и нервничает в его присутствии. При использовании магии её волосы вырастают до пят, а после божественных дел Юриэ впадает в глубокий сон, ослабевая.
Мацури Саэгуса (яп. 三枝 祀 Саэгуса Мацури) — служительница Храма Раифуку в Ономити. Ведёт дела в храме вместе со своей сестрой, Мико, и всегда придумывает планы, как достать денег или привлечь в храм посетителей (чаще всего, используя Юриэ). В отличие от Мико, не может видеть ками без особых заклинаний, которые обычно пишет Юриэ (однако в манге Мико говорит, что Мацури однажды увидела их и без заклинаний). Её имя означает «праздник».
Сэйю: Рика Моринага
Мицуэ Сидзё (яп. 四条 光恵 Сидзё: Мицуэ) — лучшая подруга Юриэ. Она приземлённая и самая серьёзная, но сама девочка желает, чтобы её жизнь была более увлекательной. Юриэ часто приходит к ней за советом, и хотя советы Мицуэ просты и наполнены только здравым смыслом, она всегда права. Ясима часто вселяется в неё, когда ему надо пообщаться с людьми или поиграть на гитаре.
Сэйю: Каори Минэ
Мико Саэгуса (яп. 三枝 みこ Саэгуса Мико) — младшая сестра Мацури. На Мико лежит обязанность готовки, она очень вежлива и относится ко всем с уважением. Девочка помогает вести дела храма и может видеть ками. Влюблена в Ясиму. Термин «мико» также используется для обозначения служительниц синтоистских храмов.
Сэйю: Аи Нонака
Кэндзи Ниномия (яп. 二宮 健児 Ниномия Кэндзи) — президент и вообще единственный член школьного клуба каллиграфии. Он всегда витает в облаках и медленно всё воспринимает. Любит свои кисти и часто пишет таблички для храма для Райфуку. Начинает писать по вдохновению, но до него довольно долго доходит, что вдохновение приходит именно тогда, когда рядом Юриэ.
Сэйю: Иссэй Миядзаки
Ясима-сама (яп. 八島様) — местный бог, живущий в храме Райфуку. Хочет стать рок-звездой и поэтому часто вселяется в Мицуэ (которая абсолютно против этого), чтобы сыграть на гитаре. Его часто сопровождает говорящий акита-ину. Водит близкую дружбу с Мико, но, на самом деле, больше любит Мацури.
Сэйю: Косукэ Окано
Сёкити Хитоцубаси (яп. 一橋 章吉 Хитоцубаси Сё:кити) — младший брат Юриэ, который учится в той же школе, что и сестра, только на класс младше. Обычно ведёт себя более по-взрослому, чем Юриэ, и часто дразнит её, но на самом деле очень любит сестру. Влюблён в Мико и в её присутствии часто краснеет и ведёт себя уже не так и по-взрослому.
Сэйю: Макото Цумура
Бин-тян (яп. 貧乏神(貧ちゃん) Бимбо:-гами) — бог бедности, который стал влиять на население городка и которого Юриэ берёт к себе в дом, когда тот спасает Таму от смерти. Поселился в теле Тамы.
Тама Хитоцубаси (яп. 一橋 タマ Хитоцубаси Тама) — кошка Юриэ. Когда в неё вселяется Бин-тян, она начинает вести себя во многом по-человечески, что вызывает подозрения у Сёкити. Её имя обозначает «драгоценность».
Сэйю: Тива Сайто
Ино, Сика, Тё — три маленьких духа, которых Ассоциация Богов прислала на помощь Юриэ. Их имена − каламбуры, придуманные Юриэ, но все они связаны с животными, которых божества напоминают. Тё — бабочка, Ино — кабан, Сика — олень. «Ино-Сика-Тё» — одна из выигрышных комбинаций (яку) в японской карточной игре Ханафуда.

## Награды
Аниме была присуждена высшая награда на Японском Фестивале СМИ в 2005 году.

## Список серий
Аниме содержит шестнадцать эпизодов. Двенадцать из них показывались на TV Asahi, кроме эпизодов 8, 11, 13 и 16. В DVD-релиз включены все шестнадцать. Автор темы вступления «За Хорошей Погодой — Хорошая Погода» (яп.晴れのちハレ! Харэ Ноти Харэ!) − Махо Томита, а автор заключительной темы «Фруктовый Лёд» (アイスキャンディー, Айсу Кянди:) − MAKO.
| 01 | Шутки молодости (青春のいじわる)                                 | 2005-06-29 |
| В обеденный перерыв Юриэ рассказывает, что прошлой ночью стала богом. Мацури как дочь служителя синтоистского храма пытается помочь подруге выяснить, какой же Юриэ бог и в чём её сила. Пытаясь это выяснить, новоиспечённая богиня случайно создаёт тайфун, который ей приходится и останавливать самой, чтобы спасти Кэндзи. |                                                                  |            |
| 02 | Пожалуйста, боже (神様お願い)                                    | 2005-07-06 |
| Мацури решает провести в своём храме праздник в честь Юриэ, но вдруг выясняется, что Ясима-сама ушёл. Юриэ отправляется в страну богов, чтобы убедить его вернуться. |                                                                  |            |
| 03 | Я не хотел (そんなつもりじゃなかったのに)                        | 2005-07-13 |
| В город приходит бог бедности, что повергает местную экономику в полный упадок. В это же время сбегает из дома кошка Юриэ, Тама. И между этими событиями явно есть связь. |                                                                  |            |
| 04 | Земля в опасности (地球の危機)                                   | 2005-07-27 |
| Ассоциация Богов присылает Юриэ трёх помощников. Первое испытание Юриэ состоит в том, чтобы помочь Премьер-министру общаться с марсианкой. |                                                                  |            |
| 05 | Не люблю одиночество (ひとりぼっちは嫌い)                        | 2005-08-03 |
| Юриэ простывает и остаётся дома на несколько дней, но друзья не навещают её. Страдая от одиночества, дух Юриэ отделяется от тела с помощью божественной силы и улетает навестить их. |                                                                  |            |
| 06 | Незначительное решение (小さな決心)                              | 2005-08-10 |
| Киёми, которая учится на год младше Юриэ, приходит к ней за советом как к богу. Она влюбилась, а объектом её любви является Кэндзи. Искренне пытаясь помочь сопернице, Юриэ вступает в клуб каллиграфии вместе с ней. |                                                                  |            |
| 07 | Любители позагорать (太陽の恋人たち)                             | 2005-08-24 |
| На летних каникулах Юриэ и её друзья приходят на тихий пляж и исследуют заброшенное пляжное кафе. Ками, живущие там, хотят знать, что стало с теми людьми, которые когда-то наслаждались посещением этого заведения. Юриэ исполняет их желание. |                                                                  |            |
| 08 | Дикие времена (野生時代)                                         | Неизвестно |
| Странные стаи кошек ходят по городу и среди них – Тама. Юриэ идёт за ней и превращается в кошку. На кошачьем собрании она знакомится с харизматичным Тайлером Мяуденом, который хочет поднять бунт против людей. Тама и Юриэ пытаются остановить его. |                                                                  |            |
| 09 | Переплыть реку времени (時の河を越えて)                          | 2005-08-31 |
| Юриэ и её друзья знакомятся с пожилым мужчиной по имени Ген, который служил на борту броненосца Ямато. Немного позже Юриэ получает весть от ками маленького кораблика о том, что Ямато хочет снова вернуться в порт. |                                                                  |            |
| 10 | Я выбираю тебя (君に決定)                                        | 2005-09-07 |
| Мацури вновь придумывает хитрый план. Она убеждает Юриэ выдвинуть свою кандидатуру на пост председателя школьного совета. Но не тут-то было - девочки встречают неожиданно серьёзную оппозицию. |                                                                  |            |
| 11 | Пропавшие влюблённые (恋は行方不明)                              | неизвестно |
| Мико и Сёкити по непонятной причине вместе сбегают в соседний город. Юриэ и её друзья весь день ищут их. |                                                                  |            |
| 12 | Загадочное приключение (ふしぎなぼうけん)                        | 2005-09-14 |
| В Японии наступает месяц под названием Каннадзуки (神無月, месяц без богов). Юриэ уезжает на Съезд Богов в Идзумо. Там она посещает местную школу, где к ней относятся с величайшим уважением. |                                                                  |            |
| 13 | Делай то, что хочешь (やりたい放題)                              | неизвестно |
| Мацури, будучи служительницей храма, очень возмущена иностранным праздником Рождества и создаёт «День Благодарения Юриэ», чтобы противостоять западной традиции. |                                                                  |            |
| 14 | Послание, окрашенное сном (夢色のメッセージ)                     | 2005-09-21 |
| На зимних каникулах Юриэ проводит весь день под котацу. Она получает несколько новогодних открыток, среди которых одна − от Кэндзи. |                                                                  |            |
| 15 | Маленький шаг (小さな一歩で)                                     | 2005-09-28 |
| Когда Юриэ решается подарить Кэндзи шоколад на День святого Валентина и признаться в любви, вся школа и весь город активно помогают ей. После короткого неловкого разговора на крыше школы пара поднимается в воздух на большом куске бумаги (на котором Кэндзи написал иероглиф кандзи «любовь»). Пока они летели над городом, Кэндзи признаётся Юриэ, что любит её, потому что она странная. Иероглиф на листе бумаги превращается из «любовь» в «странный». |                                                                  |            |
| 16 | Смотри, тебе не кажется, что наступила весна? (ほらね、春が来た) | неизвестно |
| Юриэ и Мицуэ помогают Мацури и Мико прибраться в хранилищах храма. Ночью Юриэ рассказывает подругам, что Кэндзи - её бойфренд. |                                                                  |            |

## Музыка
Было выпущено три CD-диска
1. アイスキャンディー Maxi — 2005-08-24
2. 晴れのちハレ! Maxi — 2005-08-24
3. Kamichu OST — 2005-10-26